# 新西爾卡 (茲維亞海爾區)
50°41′15″N 27°59′20″E / 50.68750°N 27.98889°E
新西爾卡（烏克蘭語：Новосілка），是位於烏克蘭北部的村莊，由日托米爾州茲維亞赫爾區的巴拉什市鎮負責管轄。該村面積0.48平方公里，海拔高度209米，2001年人口107，人口密度每平方公里224.32人。